# Élisabeth Lévy

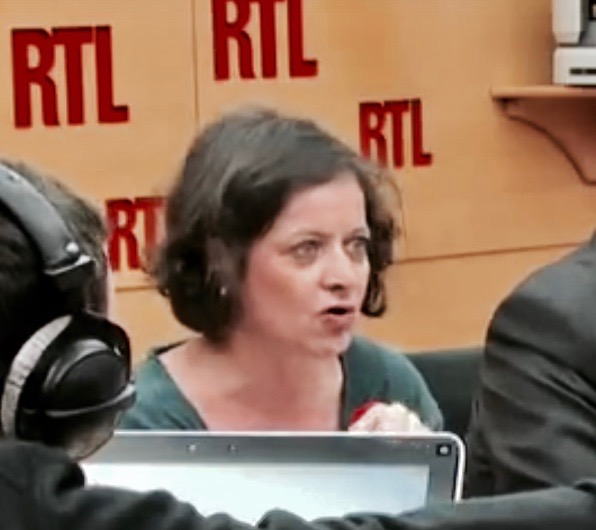
Élisabeth Lévy

Élisabeth Lévy (geboren am 16. Februar 1964 in Marseille) ist eine französische Journalistin, Essayistin und die Herausgeberin der Zeitschrift Causeur.

## Leben und Wirken
Lévy wurde als Tochter eines Allgemeinarztes und einer Pharmazeutin in Marseille geboren, Beide Eltern stammten von sephardischen Juden ab. Sie wuchs in Épinay-sur-Seine auf. Sie studierte am Sciences Po. Danach arbeitete sie für die Nachrichtenagentur Agence France-Presse (AFP) und für Jeune Afrique,  später auch für L’Événement du jeudi, und Marianne sowie, nachdem sie von Jean-François Kahn 1998 entlassen worden war, für den  Figaro. 2005 wurde ihre auf Medienanalyse ausgerichtete Sendereihe Le Premier Pouvoir auf France Culture abgesetzt. Zu den Gästen hatten Personen wie Jean Baudrillard und Peter Sloterdijk gehört.   2007 gehörte sie zu den Mitgründern von Causeur, einem Nachrichtenmagazin, das online und in gedruckter Form vertrieben wird, dessen jährliche Verluste durch Zuschüsse von rechtsextremen Medienleuten wie Gérald Penciolelli aufgefangen werden.

## Kontroversen

### Leugnung des Klimawandels
In einer hitzigen Diskussion mit Claire Nouvain auf CNews, wo Lévy regelmäßig zu Gast ist, pries sie ihre Skepsis als gesunde wissenschaftliche Haltung in Bezug auf die Rolle der Menschheit bei der globalen Erwärmung.

### Nähe zu den Theoretikern des Großen Austauschs
2017 interviewte Lévy Alain Finkielkraut zu der These vom Großen Austausch von Renaud Camus, 2021 interviewte sie auch Camus selbst.
Die Titelseite von Causeur im September 2021, die ein Bild von fünf schwarzen und gemischtrassigen Babys mit der Bildunterschrift „Lächle, du bist toll - ersetzt“ zeigte, war eine Anspielung auf diese Verschwörungstheorie. Das Titelbild löste eine Welle der Empörung aus und führte zu einer Verurteilung durch MRAP und zahlreiche Politiker, darunter den ehemaligen Innenminister Christophe Castaner.
Élisabeth Moreno, die Ministerin für Gleichstellung, Vielfalt und Chancengleichheit, bezeichnete dies als „unverhohlenen Rassismus“ und kündigte an, dass die Regierung den Vorfall der Pariser Staatsanwaltschaft gemeldet habe.

### Prostitution
Im Oktober 2013 veröffentlichte Causeur eine Petition zugunsten der Prostitution mit dem Titel „Manifest der 343 Mistkerle“, um gegen einen Gesetzesentwurf zu kämpfen, der darauf abzielte, Kunden der Prostitution zu bestrafen. Sie verteidigte den Titel als eine humorvolle Art, ein ernstes Thema zu behandeln (es war eine Anspielung auf eine politische Karikatur von Charlie Hebdo über das Manifest der 343 von 1971, in dem 343 Frauen sich selbst der Abtreibung bezichtigt hatten.)

## Schriften
- Mit Malek Boutih: La France aux Français ? Chiche ! : un entretien mené par Élisabeth Lévy / Malek Boutih. Fondation du 2-Mars et Éditions Mille et une nuits, coll. « Essai », Paris 2001, ISBN 2-84205-564-0.
- Les maîtres censeurs : pour en finir avec la pensée unique.  Librairie générale française, Reihe « Le livre de poche » (no 15282), Paris 2002, ISBN 2-253-15282-X - Prix François-Victor-Noury de l’Institut de France.
- Mit Philippe Muray: Festivus festivus : conversations avec Élisabeth Lévy / Philippe Muray. Fayard, Paris 2005.
- Mit Alain Finkielkraut  und Rony Brauman: La discorde : Israël-Palestine, les Juifs, la France : conversations avec Élisabeth Lévy / Rony Brauman, Alain Finkielkraut. Mille et une nuits, Paris 2006.
- Le premier pouvoir : inventaire après liquidation. Climats, Paris 2007, ISBN 978-2-08-120068-5.
- Notre métier a mal tourné : deux journalistes s’énervent. Paris, Mille et une nuits, Paris 2008, ISBN 978-2-7555-0041-7.
- Mit Robert Ménard: Les Français sont-ils antisémites ? Paris, Éditions Mordicus, Paris 2009, ISBN 978-2-918414-16-2.
- La gauche contre le réel. Fayard, Paris 2012, ISBN 978-2-7555-0041-7.
- Les rien-pensants. éditions du Cerf, 2017.

## Interviews
- Lucien Israël (Vorwort von Alain Besançon), Les dangers de l’euthanasie : entretiens avec Élisabeth Lévy / Lucien Israël, Éd. des Syrtes, Paris 2002.

## Schriften der Populärkultur
- Als Isabelle Laval: Une belle époque. Christian Authier, Stock, 2008[8]
- als Sarah Berg: Ticket d'entrée, von Joseph Macé-Scaron, Grasset, 2011[8]